# Raecius scharffi
Raecius scharffi är en spindelart som beskrevs av Griswold 2002. Raecius scharffi ingår i släktet Raecius och familjen Zorocratidae.
Artens utbredningsområde är Tanzania. Inga underarter finns listade i Catalogue of Life.